# Willy den Ouden
Willemijntje (Willy) den Ouden (Rotterdam, 1 januari 1918 – aldaar, 6 december 1997) was een Nederlands zwemster.
Zij behoorde tijdens de jaren '30 tot de wereldtop op de vrije slag. Als veertienjarige won zij zilver op de 100 meter tijdens de Olympische Zomerspelen 1932 in Los Angeles in een tijd van 1:07,8. Alleen de Amerikaanse wereldrecordhoudster Helen Madison was sneller. Met de estafetteploeg 4x100 meter vrije slag haalde Den Ouden ook een tweede plaats.
Vier jaar later, bij de Olympische Zomerspelen 1936 in Berlijn, werd zij samen met Rie Mastenbroek, Tini Wagner en Jopie Selbach olympisch kampioen op de 4x100. Met hun winnende tijd van 4:36,0 bleven zij thuisploeg Duitsland 0,8 seconden voor.
Tijdens haar carrière zwom Willy den Ouden vele wereldrecords. Zij was de eerste vrouw die de 100 yards in minder dan één minuut zwom. Het wereldrecord op de 100 meter vrije slag kwam op 9 juli 1933 in Antwerpen in haar handen met 1:06,0. Op 27 februari 1936 verbeterde zij het in Amsterdam tot 1:04,6. Het wereldrecord is bijna 23 jaar onafgebroken in haar handen geweest. Zij beëindigde haar loopbaan in 1938 na zilver met de estafetteploeg behaald te hebben bij de Europese kampioenschappen.
Het ouderlijk huis van Den Ouden ging in 1940 in vlammen op tijdens het bombardement op Rotterdam. Daarbij gingen bijna al haar prijzen verloren.
Samen met Jetty Paerl en de ouders Paerl vluchtte zij via Parijs naar Bordeaux, waar een Nederlands schip hen meenam naar Engeland. Zij kwam bij het Vrijwillig Vrouwen Hulpkorps en stak na de landing in Normandië met enkele vrijwilligsters over naar Oostende.
Na de oorlog woonde zij een tijdlang in Zweden. Terug in Nederland werkte zij in de bonthandel. Van het zwemmen moest zij niets meer weten, ook al werd zij al in 1970 opgenomen in de International Swimming Hall of Fame. De laatste jaren leefde zij in afzondering.

## Vernoemingen
- In Arnhem is in de wijk Stadseiland een straat naar haar vernoemd.
- In Rotterdam is in de wijk Nieuw Terbregge een straat naar haar vernoemd.
- In Tilburg is in de wijk Stappegoor een straat naar haar vernoemd.

1912: Moore, Fletcher, Speirs, Steer ·
1920: Woodbridge, Schroth, Guest, Bleibtrey ·
1924: Donnelly, Ederle, Lackie, Wehselau ·
1928: Lambert, Osipowich, Saville, Norelius ·
1932: Johns, Saville, McKim, Madison ·
1936: Selbach, Wagner, den Ouden, Mastenbroek ·
1948: Corridon, Kalama, Helser, Curtis ·
1952: I. Novák, Temes, É. Novák, Szőke ·
1956: Fraser, Leech, Morgan, Crapp ·
1960: Spillane, Stobs, Wood, von Saltza ·
1964: Stouder, de Varona, Watson, Ellis ·
1968: Barkman, Gustavson, Pedersen, Henne ·
1972: Babashoff, Barkman, Kemp, Neilson ·
1976: Peyton, Sterkel, Babashoff, Boglioli ·
1980: Krause, Metschuck, Diers, Hülsenbeck ·
1984: Johnson, Steinseifer, Torres, Hogshead ·
1988: Otto, Meißner, Hunger, Stellmach ·
1992: Haislett, Martino, Thompson, Torres ·
1996: Martino, Van Dyken, Fox, Thompson ·
2000: Van Dyken, Shealy, Thompson, Torres ·
2004: Mills, Lenton, Thomas, Henry ·
2008: Dekker, Kromowidjojo, Heemskerk, Veldhuis ·
2012: Coutts, C. Campbell, Elmslie, Schlanger ·
2016: McKeon, Elmslie, B. Campbell, C. Campbell ·
2020: B. Campbell, Harris, McKeon, C. Campbell ·
2024: O'Callaghan, Jack, McKeon, Harris
- Biografisch Portaal: 43025583
- International Standard Name Identifier: 0000 0003 9446 2101
- Nederlandse Thesaurus van Auteursnamen: 273432192
- Virtual International Authority File: 289022626